# Revision Control System
Revision Control System (RCS), ou Sistema de Controle de Revisão (SCR) em português, é uma implementação de software de controle de revisão, que automatiza o armazenamento, recuperação, registro, identificação e fusão de revisões. O RCS é útil para texto que é revisado com freqüência, por exemplo, programas, documentação, gráficos processuais, documentos e cartas. Ele  também é capaz de lidar com arquivos binários, embora com uma eficiência reduzida. Revisões são armazenados, com o auxílio do utilitário diff.

## Desenvolvimento
RCS foi lançado pela primeira vez em 1982  por Walter F. Tichy, enquanto ele estava na Universidade de Purdue, como uma alternativa livre e mais evoluída para o então popular Source Code Control System (SCCS) - em português Sistema de Controle de Código Fonte. Ele agora faz parte do Projeto GNU, que ainda está mantendo-o.

## Modo de operação
O RCS funciona apenas em arquivos individuais. Não há maneira de trabalhar com um projeto inteiro. Embora ele forneça ramificação para arquivos individuais, a sintaxe da versão é complicada. Em vez de usar ramos, muitas equipes usam apenas o mecanismo interno de bloqueio e trabalham em um único ramo cabeça (head).

## Sucessores

### CVS
Um sistema simples, chamado CVS, foi desenvolvido com a capacidade de lidar com arquivos RCS em massa, e este era o próximo passo natural da evolução deste conceito, uma vez que "transcende mas inclui" elementos de seu antecessor. CVS era originalmente um conjunto de scripts que utilizaram programas RCS para gerenciar os arquivos. Ele não faz mais isso, porém, atua diretamente nos arquivos.

### PRCS
Um sistema posterior de nível mais alto, o PRCS, utiliza arquivos semelhante ao RCS mas nunca foi simplesmente um empacotador. Em contraste com o CVS, o PRCS melhora a compressão delta dos arquivos RCS usando Xdelta.

## Vantagens
Em cenários monousuário, como arquivos de configuração do servidor ou scripts de automação, o RCS ainda pode ser a ferramenta de controle de revisão preferida, pois é simples e não há necessidade de repositório central para ser acessível para salvar revisões. Isto a torna uma ferramenta mais confiável quando o sistema está em condições de manutenção terríveis. Além disso, os arquivos de backup salvos são facilmente visíveis para a administração, desta forma a operação é simples. No entanto, não existem mecanismos internos de proteção contra adulterações (ou seja, os usuários que podem usar as ferramentas do RCS para a versão de um arquivo também, pelo projeto, são capazes de manipular diretamente o arquivo de controle de versão correspondente) e isso está levando alguns administradores conscientes à segurança a considerar os sistemas de controle de versão cliente/servidor que restringem a capacidade dos usuários para alterar arquivos de controle de versão.

## Aplicação
Alguns mecanismos de wiki, incluindo TWiki e Foswiki, utilizam RCS para armazenar revisões de páginas.